# Nash (pays de Galles)
Pour les articles homonymes, voir Nash.
Nash (en anglais) ou Trefonnen (en gallois) est un village et une communauté du borough de comté de Newport, au pays de Galles.

## Géographie
Nash est situé à 6 km au sud-est du centre-ville de Newport, de l'autre côté de l'estuaire de l'Usk, dans la région naturelle des Caldicot Levels (en). La communauté comprend notamment les centrales électriques d'Uskmouth (en).

## Démographie
Au recensement de 2011, la communauté de Nash comptait 284 habitants.

## Culture locale et patrimoine
La communauté de Nash abrite six monuments classés, dont le pont transbordeur de Newport qui enjambe l'estuaire de l'Usk et qui est un monument classé de grade I.